# Constancio C. Vigil
Constancio C. Vigil (Rocha, 4 de setembro de 1876 - Buenos Aires, 24 de setembro de 1954) foi um escritor e jornalista uruguaio radicado na Argentina.
Vigil foi um prolífico autor de livros de literatura infantil, além de ter sido o diretor da famosa revista Billiken, desde sua fundação, em 1919, até morrer, em 1954.

## Obras
- El Erial (1915)
- Miseria artificial (1915)
- El Clero Católico y la Educación (1926)
- Las verdades ocultas (1927)
- Cartas a gente menuda (1927)
- Marta y Jorge (1927)
- Los que pasan (1927)
- Compañero (1928)
- ¡Upa! (1939)
- Amar es vivir (1941)
- Vidas que pasan (1941)
- La educación del hijo (1941)
- El hombre y los animales (1943)